# Callosciurus notatus
Callosciurus notatus — вид гризунів із родини Sciuridae, поширений в Індонезії, Малайзії, Сінгапурі та Таїланді в різноманітних місцях проживання: лісах, мангрових заростях, парках, садах і сільськогосподарських угіддях. Фруктоводи вважають їх шкідниками.

## Опис
Довжина його тіла приблизно 20–30 см з хвостом такого ж розміру. Він сірувато-коричневий з каштановим черевцем і чорно-білою смугою на боці. Він дуже швидкий і спритний на деревах, здатний стрибати між деревами на кілька метрів і рідко блукає по землі.

## Дієта
Його раціон складається здебільшого з листя та фруктів, але він також їсть комах і пташині яйця. Відомо, що гілочки, на яких містяться личинки мурах, розламуються, щоб з’їсти їх. Він може їсти фрукти, значно більші за себе, такі як манго, джекфрут або кокоси.